# گلوبولین متصل‌شونده به تیروکسین
گلوبولین متصل‌شونده به تیروکسین یا تیروکسین بایندینگ گلوبولین (انگلیسی: Thyroxine-binding globulin) یکی از پروتئینهای گروه گلوبولین است. این پروتئین در کبد تولید و پس از ورود به جریان خون با بخش مهمی از هورمون تیروئید موجود در خون پیوند می‌یابد.
بخش عمده هورمون‌های تیروئیدی به صورت متصل به پروتئین‌های TBG و پره‌آلبومین متصل‌شونده به تیروکسین در خون حمل می‌شوند. بخش کمی متصل به ترانس‌تیرتین است و کمتر از یک درصد آن به صورت آزاد در پلاسما می‌باشد. فقط بخش آزاد در پلاسما است که فعالیت بیولوژیک دارد و مسئول عملکرد هورمونها است. افزایش سطح خونی این پروتئین در حاملگی گاه موجب افزایش سطح کلی هورمون تیروئید خون (T4) در آزمایش می‌شود در حالیکه عملا چون سطح آزاد هورمون (FT4) افزایش نیافته است ما پرکاری تیروئید نداریم.